# Нілов Костянтин Дмитрович
Костянтин Дмитрович Нілов (рос. Константин Дмитриевич Нилов; 7 лютого 1856, с. Мураново, Ярославська губернія — 1919, Дитяче Село, Петроградська губернія) — російський адмірал, наближений Миколи II.

## Біографія
Костянтин Дмитрович Нілов народився в дворянській сім'ї. Освіту здобув в Морському училищі.
Учасник російсько-турецької війни 1877—1878 років. Нагороджений орденом Святого Георгія 4-го ступеня.
З 1878 року — командир міноносця «Палиця». 1 січня 1881 отримав звання лейтенанта. 1 січня 1885 нагороджений орденом Св. Анни III ступеня. У 1886 році нагороджений Мекленбург-Шверинським орденом Веденської корони III ступеня. 1 січня 1889 нагороджений орденом Св. Станіслава II ступеня. У тому ж році нагороджений Мекленбург-Шверинським хрестом «За військові заслуги».
У 1890—1903 роках — ад'ютант, генерал-адмірала великого князя Олексія Олександровича. Одночасно в 1894—1899 роках командував яхтою «Стріла», в 1899—1901 роках — крейсером 1-го рангу «Світлана». У 1903—1908 роках — командир Гвардійського екіпажу. Одночасно в 1903—1905 роках командував практичним загоном оборони узбережжя Балтійського моря. 6 квітня 1903 року підвищений до контр-адмірали.
8 жовтня 1905 призначений флаг-капітаном Миколи II і залишався на цій посаді до 1917 року. Одночасно був членом Ради Російського товариства пароплавства і торгівлі, членом Височайше заснованого комітету щодо посилення військового флоту на добровільні пожертвування і почесним командиром Імператорського річкового яхт-клубу.
22 липня 1905 зарахований до світи імператора, в подальшому — генерал-ад'ютант, адмірал.
Один з найбільш наближених до імператора людей, постійно супроводжував його в усіх морських і річкових поїздках. Під час війни постійно знаходився при Миколі II. Під час лютневої революції заарештований, перебував в ув'язненні в Петропавловській фортеці. 24 березня 1917 звільнений у відставку. Після Жовтневої революції залишився в Росії.
Костянтин Дмитрович Нілов був розстріляний більшовиками в 1919 році.